# Lowes Moore
Lowes Lee Moore (Mount Vernon, Nueva York, 5 de mayo de 1957) es un exjugador de baloncesto estadounidense que disputó tres temporadas en la NBA, además de jugar en la CBA y la USBL. Con 1,85 metros de estatura, jugaba en la posición de base.

## Trayectoria deportiva

### Universidad
Jugó durante cuatro temporadas con los Mountaineers de la Universidad de Virginia Occidental, en las que promedió 15,0 puntos, 3,3 rebotes y 3,0 asistencias por partido. Es uno de los 11 Mountaineers en sobrepasar los 1.600 puntos a lo largo de su historia, consiguiendo más de 20 en 37 partidos. Su mejor anotación fueron los 40 puntos que consiguió ante Notre Dame en enero de 1978. En 1978 y 1979 fue incluido en el mejor quinteto de la Eastern Athletic Association, antigua denominación de la Atlantic 10 Conference.

### Profesional
Fue elegido en la quincuagésimo segunda posición del Draft de la NBA de 1980 por New Jersey Nets, donde jugó una temporada como suplente, en la que promedió 7,0 puntos y 3,2 rebotes por partido. Tras ser despedido, jugó durante dos temporadas en los Billings Volcanos de la CBA, hasta que fue reclamado por Cleveland Cavaliers en la temporada 1981-82, donde jugó únicamente 4 partidos, en los que promedió 11,3 puntos y 3,8 asistencias.
Al año siguiente firmó un contrato por diez días con los San Diego Clippers, que acabó siendo renovado por dos temporadas, pero que no llegó a cumplir, ya que al término de la temporada 1982-83 fue despedido, tras promediar 5,7 puntos y 2,0 asistencias en 37 partidos. Fichó entonces por los Albany Patroons de la CBA, donde jugaría ewl rsto de su carrera, salvo una breve aparición en la USBL. en 1984 ganó en campeonato de la CBA, derrotando en el quinto y decisivo partido de la final a los Wyoming Wildcatters por 119-109, siendo Moore uno de los jugadores más destacados, con 14 puntos y 8 asistencias. Repitió título en 1988, año en el que promedió 14,7 puntos por partido.

## Estadísticas de su carrera en la NBA

### Temporada regular
| Temporada | Edad | Equipo              | Liga | P   | TIT | MIN  | TC  | TCA | %TC  | 3P  | 3PA | %3P  | TL  | TLA | %TL  | R.OF. | R.DEF. | REB | ASIS | ROB | TAP | PER | FP  | PTS  |
| 1980-81   | 23   | New Jersey Nets     | NBA  | 71  |     | 19.8 | 3.0 | 6.7 | .444 | 0.1 | 0.4 | .148 | 1.0 | 1.3 | .750 | 0.6   | 1.8    | 2.4 | 3.2  | 0.9 | 0.2 | 1.5 | 2.5 | 7.0  |
| 1981-82   | 24   | Cleveland Cavaliers | NBA  | 4   | 0   | 17.5 | 4.8 | 9.5 | .500 | 0.3 | 1.3 | .200 | 1.5 | 2.0 | .750 | 0.3   | 0.8    | 1.0 | 3.8  | 1.5 | 0.3 | 1.3 | 3.8 | 11.3 |
| 1982-83   | 25   | San Diego Clippers  | NBA  | 37  | 3   | 17.4 | 2.2 | 5.1 | .426 | 0.2 | 0.6 | .261 | 1.1 | 1.5 | .750 | 0.4   | 1.1    | 1.5 | 2.0  | 0.6 | 0.0 | 1.2 | 1.9 | 5.7  |
| Total     |      |                     | NBA  | 112 | 3   | 18.9 | 2.8 | 6.3 | .442 | 0.1 | 0.5 | .200 | 1.0 | 1.4 | .750 | 0.5   | 1.5    | 2.0 | 2.8  | 0.8 | 0.2 | 1.4 | 2.4 | 6.7  |